# Papel de seguridad
El papel de seguridad o papel seguridad es un tipo de papel que incorpora características que pueden servir para identificar o autentificar un documento como original o características que demuestran la manipulación de evidencia cuando se intenta cometer un fraude, por ejemplo para eliminar o alterar las firmas de un cheque. Ejemplos de este tipo de papeles son los utilizados para imprimir los certificados: las actas de nacimiento y diferentes tipos de certificados escolares.